# Szörcsey Elek
Szörcsey Elek (Szörcse, 1890. szeptember 17. – Kolozsvár, 1958. augusztusa) háromszéki földműves, a Szoboszlay-féle összeesküvésben való részvétele miatt börtönbüntetésre ítélték.

## Élete
Földbirtokos családból származott, emiatt a kommunista hatalomátvételt követően 14 hektár földjéből 13-at elkoboztak. 7 év iskolát végzett, ezt követően földművesként kereste kenyerét, Torján élt. A kommunista hatalommal való incidense miatt támogatta a kollektivizálás elleni harcot, ennek köszönhetően került kapcsolatba a Szoboszlay-féle szervezkedéssel.

## Szerepe a szervezkedésben
1956. október 26-án a torjai plébánián megismerkedett Szoboszlay Aladárral és Huszár Józseffel. Részt vett több konspiratív gyűlésen, valamint 200 lejt utalt át a szervezkedés céljainak megvalósítására. Emiatt, miután a szervezkedést a Securitate leleplezte, Szörcsey Eleket 1957. november 24-én letartóztatták és „államellenes összeesküvésben való részvétel” vádjával a kolozsvári III. Hadtest hadbírósága teljes vagyonelkobzásra és 10 évi kényszermunkára ítélte. Az ítéletet a Legfelsőbb Törvényszék Katonai Kollégiuma 1958. augusztus 24-én helyben hagyta.
Szörcsey Elek betegesen félt attól, hogy a börtönben éhen fog halni, ezért az ítélethozatal után túlzottan belakmározott az otthonról hozott zsíros ételekből. Ezt az amúgy is gyenge emésztőrendszere nem bírta, így megbetegedett és nemsokára bélcsavarodásban meghalt. Azt, hogy hova temették el, még ma sem lehet tudni, a rehabilitálása sem történt meg.
1993-ban a Volt Politikai Foglyok Szövetsége Torján kopjafát emelt az ő és Ábrahám Árpád plébános emlékére.